# آر إس-28 سارمات
آر اس-28 (بالإنجليزية: RS-28)‏ 
هو صاروخ ذو وقود سائل روسي عابر للقارات. يهدف ليحل محل صاروخ آر-36. وفقاً لنائب وزير الدفاع الروسي يوري بوريسوف، سيكون الصاروخ قادرا على الطيران عبر القطبين — الشمالي والجنوبي. وسيكون قادرا على حمل حوالي 10 أطنان. وهو قادر على الانطلاق حتى بعد ضربة نووية من قبل العدو.